# Nephodia dividua
Nephodia dividua är en fjärilsart som beskrevs av Paul Dognin 1892. Nephodia dividua ingår i släktet Nephodia och familjen mätare. Inga underarter finns listade i Catalogue of Life.